# Éric Besnard

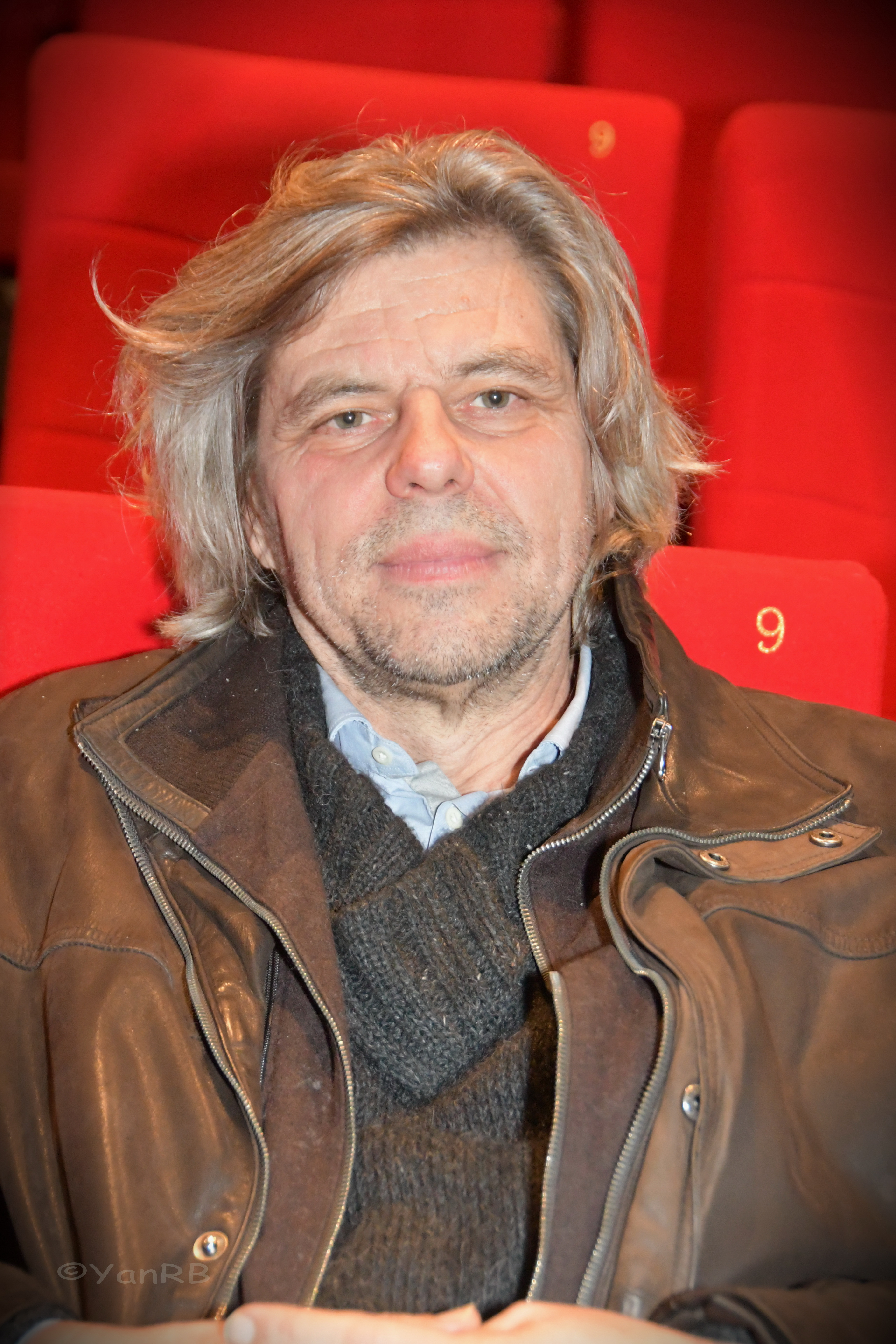
Éric Besnard, 2019

Éric Besnard (* 15. März 1964) ist ein französischer Filmregisseur und Drehbuchautor.
Besnard studierte zunächst Politikwissenschaft. Ab den 1990er Jahren wurde er als Regisseur und Drehbuchautor tätig und war an mehr als 15 Projekten beteiligt.

## Filmografie (Auswahl)
- 2004: Cash Truck – Der Tod fährt mit (Le Convoyeur, Drehbuch)
- 2004: Die Liebenden von Cayenne (Les amants du Bagne, Drehbuch)
- 2008: The Protocol – Jeder Tod hat seinen Preis (Le nouveau protocole, Drehbuch)
- 2008: Babylon A.D. (Drehbuch)
- 2008: Ca$h (Regie/Drehbuch)
- 2010: Fasten auf Italienisch (L´italien, Drehbuch)
- 2010: 600 Kilo pures Gold! (600 kilos d´or pur, Regie/Drehbuch)
- 2015: Made in France (Drehbuch)
- 2015: Unter Freunden (Entre amis, Drehbuch)
- 2015: Birnenkuchen mit Lavendel (Le goût des merveilles, Regie/Drehbuch)
- 2018: Vidocq – Herrscher der Unterwelt (L‘empereur de Paris, Drehbuch)
- 2019: Meine geistreiche Familie (L’Esprit de famille, Regie/Drehbuch)
- 2021: À la Carte! – Freiheit geht durch den Magen (Délicieux, Regie/Drehbuch)
- 2023: Die einfachen Dinge (Les choses simples, Regie/Drehbuch)
- 2024: Louise und die Schule der Freiheit (Louise Violet, Regie/Drehbuch)